# Contea di Migori
La Contea di Migori è una della 47 contee del Kenya situata nell'ex Provincia di Nyanza. Al censimento del 2019 ha una popolazione di 1.116.436 abitanti. Il capoluogo della contea è Migori. Altre città importanti sono: Kehancha, Awendo e Rongo.